# Ga Cổ Đình
Ga Cổ Đình (tiếng Trung: 古亭站; Hán-Việt: Cổ Đình trạm, tiếng Anh: Guting Station) là một ga tàu điện ngầm (đường sắt đô thị) của hệ thống đường sắt đô thị Đài Bắc, Đài Loan. Ga này thuộc cả hai tuyến là tuyến Tùng Sơn-Tân Điếm (G, màu xanh lá cây) và tuyến Trung Hòa-Tân Lô (O, màu cam).

## Tổng quan

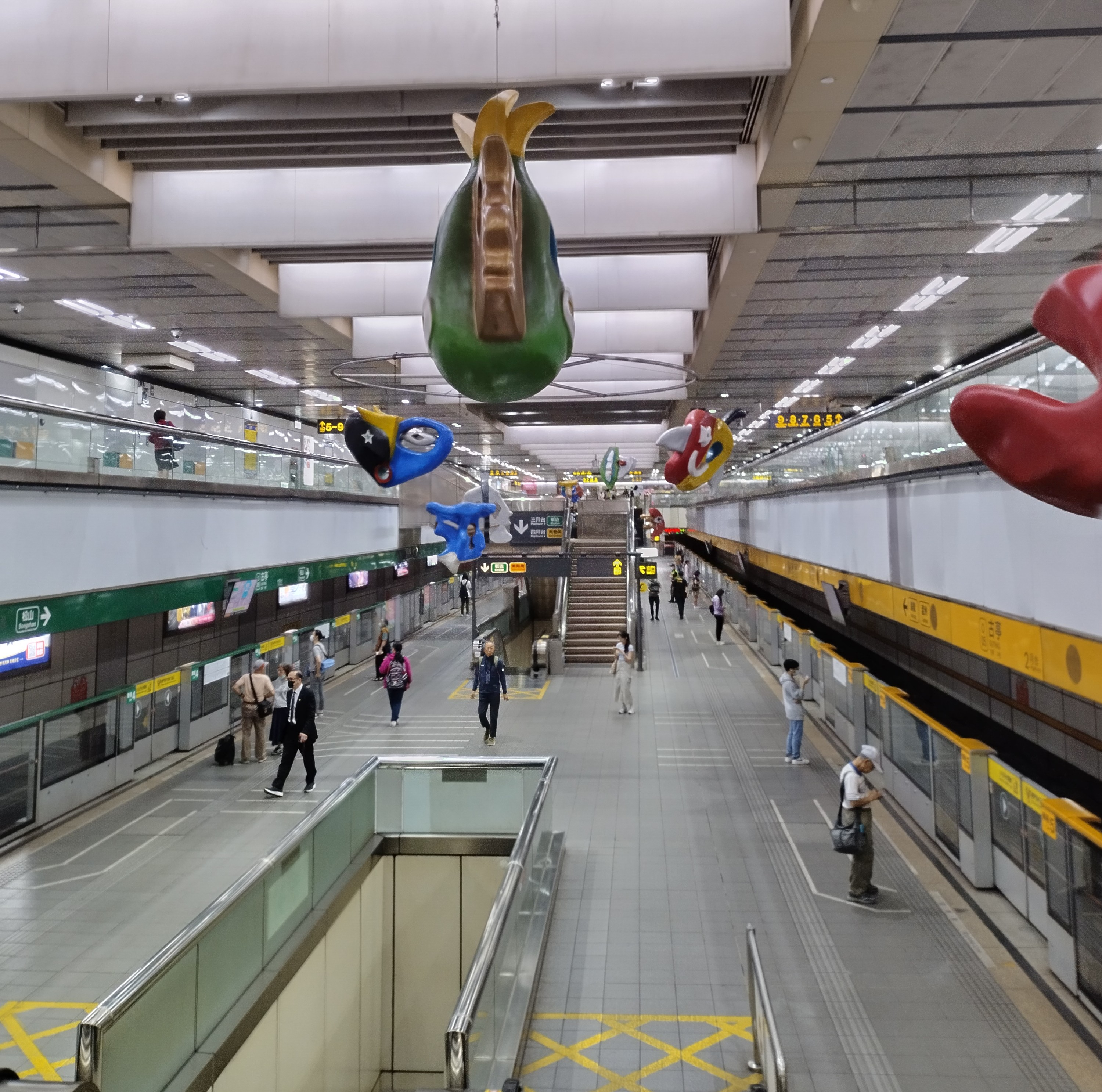
Sân ga số 1 của ga Cổ Đình

Ga Cổ Đình là ga ngầm có ba tầng sâu, gồm hai sân ga kiểu đảo và chín lối ra vào. Có hai sân ga xếp chồng lên nhau, là giao điểm của tuyến Tùng Sơn-Tân Điếm (G, màu xanh lá cây) và tuyến Trung Hòa-Tân Lô (O, màu cam). Các hình trang trí nghệ thuật cho ga được đặt tên là "Cơ duyên gặp mặt", gồm 12 chiếc mặt nạ tượng trưng cho ngày và đêm, ồn ào và yên tĩnh, thời gian và không gian,... Các vật trang trí này đã thông qua thi tuyển quốc tế, tiêu tốn 4.999.000 Đài tệ.

## Trang trí nghệ thuật
Ga Cổ Đình là nơi trưng bày nhiều tác phẩm nghệ thuật công cộng. Nằm bên cạnh thang cuốn nối hai tầng sân ga là một tác phẩm mang tựa đề "Doanh nghiệp", có hình thức là một mô hình quỹ đạo bay ba chiều của Cơ quan Quản lý Doanh nghiệp nhỏ và vừa. Dọc theo một số hành lang cửa ra vào tác phẩm "Quản trị", được tạo nên từ những chiếc hộp phát sáng có hình đám mây trên bầu trời xanh. Trên sân ga tầng trên là tác phẩm "Sân ga, sân khấu", lấy cảm hứng từ các yếu tố nghệ thuật dân gian Đài Loan, được Viện Ngôn ngữ Đài Bắc chuyển thể với phong cách trừu tượng.

## Bố trí nhà ga
| Mặt đường | Mặt đường | Lối vào/Lối ra                                                                                                   |
| B1        | Sảnh chính | Lối đi, nhà vệ sinh, cổng soát vé một chiều, quầy thông tin                                                      |
| B2        | Sân ga số 1 | Tuyến Tùng Sơn-Tân Điếm hướng về ga Tùng Sơn (G10 Ga Đài Tưởng niệm Tưởng Giới Thạch) →                          |
| B2        | Sân ga kiểu đảo, cửa sẽ mở ở bên phải nếu là tuyến Tùng Sơn-Tân Điếm, và mở ở bên trái nếu là tuyến Trung Hòa-Tân Lô | |
| B2        | Sân ga số 2 | Tuyến Trung Hòa-Tân Lô hướng về ga Lô Châu / ga Hồi Long (O06 Ga Đông Môn MRT) →                                 |
| B3        | Platform 3 | ← Tuyến Tùng Sơn-Tân Điếm hướng về ga Tân Điếm / ga Tòa nhà Điện lực Đài Loan (G08 Ga Tòa nhà Điện lực Đài Loan) |
| B3        | Sân ga kiểu đảo, cửa sẽ mở ở bên trái nếu là tuyến Tùng Sơn-Tân Điếm, và mở ở bên phải nếu là tuyến Trung Hòa-Tân Lô | |
| B3        | Sân ga số 4 | ← Tuyến Trung Hòa-Tân Lô hướng về ga Nam Thế Giác (O04 ga Đỉnh Hoát)                                             |

## Xung quanh nhà ga
- Nhà hàng Nhạc Bộ Đinh
- Đại học quốc lập Sư phạm Đài Loan
- Học viện Ngân hàng và Tài chính Đài Loan
- Viện Đông Mỹ